# ネウストリア
ネウストリア （Neustria）（ノイストリアとも）またはネウストラシア （Neustrasia）は、511年に始まったフランク王国において新たな（西の）土地を意味する地域（neuは新しいを意味する）。アキテーヌからイギリス海峡までを指し、現在のフランス北部のおよそ全体、都市はパリとソワソンを含む。従ってネウストリアは、フランク人王国の西部を形成した。6世紀から8世紀にはメロヴィング朝支配下にあった。この区別された一帯は、511年のクローヴィス1世の死後に彼の息子たちの間で領土分割が行われたことで生まれた。後に、セーヌ川とロワール川の間の地域がレグヌム・ネウストリアエ（regnum Neustriae）として知られる地域となった。これはカロリング朝、西フランク王国の分王国として継続した。カロリング朝の王たちは、ブルトン人とヴァイキングに対する辺境公（Duchy）である、ネウストリア辺境侯領も創設した。この侯領は、カペー朝時代の10世紀末まで続いた。 
ネウストリアはまた、ロンゴバルド族統治下において、北西イタリアを指す用語としても用いられた。ネウストリアと対照となる北東部はアウストラシアと呼ばれ、この語は同様にフランク王国東部を指す用語でもあった。

## メロヴィング朝

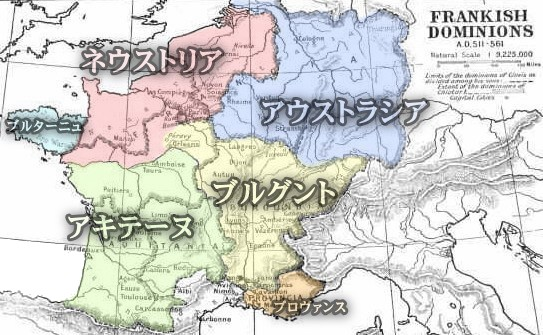
ネウストリアの領域（600年頃）。アキテーヌはネウストリア、ブルグント、アウストラシアの所領で複雑に区分されている

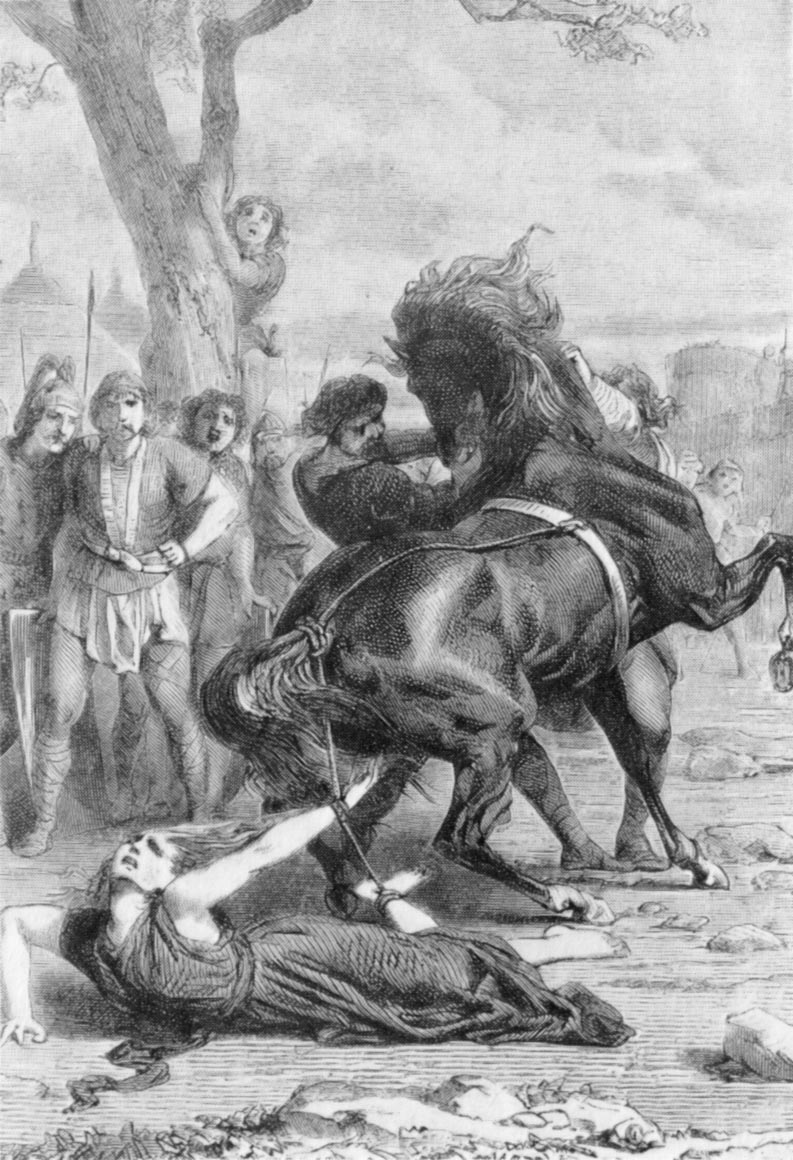
アウストラシア王妃ブリュンヒルダの最期

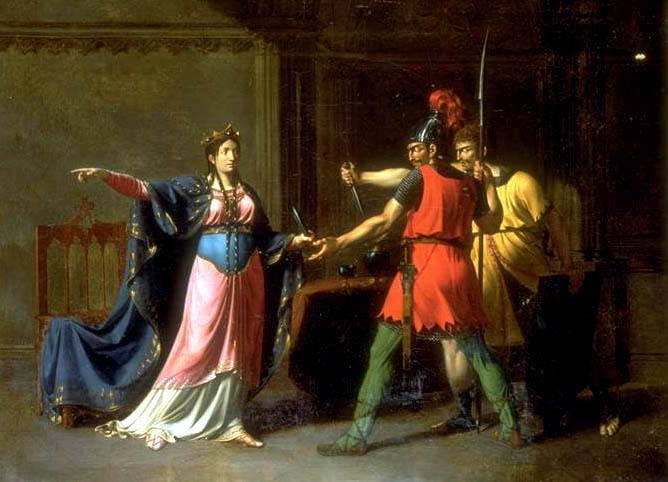
アウストラシア王ジゲベルトの暗殺を命じる王妃フレデグンド

クロヴィス1世の子孫らによって定期的に領土再分割がなされた結果、200年以上の間多くの王侯が現れることになり、アウストラシアとともにネウストリアもほぼ定期的に戦禍に見舞われた。
相次ぐ戦争にもかかわらず、ネウストリアとアウストラシアは数回事実上の再統合を経験している。最初は558年から562年まで治めたクロタール1世時代であった。ネウストリア王妃フレデグンド（キルペリック1世妃）と、彼女の息子の新しい王クロタール2世とがアウストラシアの王妃ブリュンヒルダとの勢力争いを続けたことが苦い戦争を勃発させた。
フレデグンドが死に、サン＝ドニ大聖堂に埋葬されると（597年）、クロタール2世はアウストラシア王妃ブリュンヒルダとの抗争を続け、ブリュンヒルダが家臣に裏切られた613年についにクロタール2世が勝利した。クロタールはブリュンヒルダを拷問台に縛り付け3日間放置させ、その後4頭の馬の間に鎖でつながせ、四肢を八つ裂きにした。クロタールはアウストラシアとネウストリアの統合を達成したが、これは短期間で終わった。 
ダゴベルト1世（在位:628年-637年）時代、進行中の一族間の戦争がそれとは別の一時的な統合をもたらした。アウストラシアでアルヌルフ家の宮宰大グリモアルドが君主に対してクーデターを起こした。（グリモアルドの息子キルデベルトをシギベルト3世の養子にしたが、シギベルト3世に、偶然ダゴベルト2世が生まれたため、ダゴベルトをアイルランドの修道院などに追放しようとしていた）。ネウストリアの王でシギベルトの弟クローヴィス2世は大グリモアルドを排除し、王国をネウストリアへ再統合した。しかし一時的なものであった。クロヴィス2世の子クロタール3世の治世後、ネウストリアの王家は、以前のアウストラシアの王家同様、自身の宮宰に対し権限を割譲した。
678年、宮宰エブロインの治下にあったネウストリアはアウストラシアを征服した。エブロインは681年に殺害され、684年にエブロイン自身の土地であるポワティエの司教アンソワルドは、エブロイン最大の敵であった聖レオデガー（679年に殉教）に自らの命を託した。687年、アウストラシアの宮宰ピピン2世はトルトリー（現在ソンム県のコミューン）でネウストリアを破り、今度はアウストラシアの側からアウストラシアとネウストリアを統合した。アウストラシアで暮らしていた年代記作者らは、自分たちの宮宰ピピン2世へさらに忠義を示した。
ピピンの子孫たち、カロリング朝の人々は、宮宰として2つの王国を支配し続けた。ローマ教皇ステファヌス2世の祝福を受け、751年以降カロリング朝のピピン3世は正式にメロヴィング朝を王座から追放し、帝国の実権を掌握し、彼と彼の子孫らが王として支配した。
ネウストリア、アウストラシア、そしてブルグントは一つの権力の元で統合するようになり、ネウストリア、アウストラシアの名前は次第に消滅していった。

## カロリング朝の分王国
748年、ピピン3世短躯王と宮宰カルロマンは、彼らの弟であるグリフォへネウストリアに属する12の県を与えた（中心地はル・マン）。この政策はドゥカトゥス・セノマンニクス（ducatus Cenomannicus）またはメーヌ公（Duchy of Maine）と名付けられた。これはネウストリアのレグヌム（regnum）が9世紀になって代わりの名前となった。
名称としてのネウストリアは、『セーヌ川とロワール川の間の土地』という意味に置いて用いられた。これはレグヌム（王国）としてカール大帝から長子カール（en）へ790年に与えられた。この時、王国の首長都市には、小カールの宮廷として作られたル・マンが現れてきていた。カロリング朝のもと、ネウストリア王の首領たる義務は、ブルトン人に対してフランク王国の宗主国たる地位を守ることにあった。
817年、フランク王ルイ1世敬虔王はネウストリアを自らの長子ロタール1世へ授けた。しかし、831年にロタールが反乱を起こすに伴い、彼はネウストリアを次男のアキテーヌ王ペパン1世へ与え、838年にペパンが死ぬと、シャルル2世へ与えた。アキテーヌとともにネウストリアは、シャルルの西フランク王国の主要な部分を形成した。この王国は、843年のヴェルダン条約により皇帝から削られていた。856年にルイ2世吃音王を即位させると、シャルル2世はル・マンにあるネウストリア支配権を長子へ贈る伝統を続けた。ルイ2世はブルターニュ王エリスポエ（en）の娘と結婚した。そして、フランク人有力者の同意を得たブルトン人王朝からレグヌムを授けられた。この一風変わったネウストリアの協力関係は、当時のイル・ド・フランスとパリを明らかに除外することでどのようにネウストリア王とブルトンとの隔たりが縮められたかを強調した。中央にいるシャルル2世とは遠く、エリスポエとは近かったためである。ルイ2世は、父親によってネウストリア王に任命された最後のフランク王であった。息子のために分王国を創設する慣習が、のちのカロリング朝では減っていった。

## カロリング朝の辺境侯
ネウストリアの辺境侯（en）は、861年にカロリング朝の王シャルル禿頭王が創設した。元々は2種の辺境侯があった。一つはブルトン人に対するもの、残りはノース人に対するものであった。両辺境侯はしばしばブルトン辺境侯、ノルマン辺境侯とめいめい呼ばれた。王の任命した官吏が務め、管理人、知事、辺境伯と称した。
911年、ロベール1世が2つの辺境侯位を得て、デマルクス（demarchus）という称号を名乗った。彼の系統、後のカペー家が987年までネウストリア全土を治めていた。987年、ユーグ・カペーが王に選出された。従属的なネウストリアの侯位は、ヴァイキングの絶頂期、ブルトン人の反乱といった節目に力を持ち辺境伯より勝った。カペー家がフランス王位につくという奇跡の後、辺境侯が任命されることはなく、ネウストリアはヨーロッパの政治的用語として消滅した。

## 支配者

### メロヴィング朝
6世紀後半からフランク王国は、ネウストリア、アウストラシア、ブルグントの各王国に明確に分割された。ソワソンまたはパリからネウストリアを治めた初期の王らはここでは除外されている。 
- クロタール2世, 584年–629年
- ダゴベルト1世, 629年–639年
- クローヴィス2世, 639年–657年
- クロタール3世, 657年–673年
- テウデリク3世, 673年
- キルデリク2世, 673年–675年
- テウデリク3世, 675年–691年
- クローヴィス4世, 691年–695年
- キルデベルト3世, 695年–711年
- ダゴベルト3世, 711年–715年
- キルペリク2世, 715年–721年
- テウデリク4世, 721年–737年
- キルデリク3世, 743年–751年

### 宮宰
最初は宮廷の長程度の意味しかなかったが、次第に王の名において徐々に事実上の支配者となっていった。
- ランドリック, 613年まで
- グンドランド, 613年–639年
- アエガ, 639年–641年
- エルキノアルド, 641年–658年
- エブロイン, 658年–673年
- ウルフォアルド, 673年–675年
- レウデシウス, 675年
- エブロイン, 675年–680年 (再)
- ワラトー, 680年–682年
- ギステマー, 682年
- ワラトー, 682年–686年 (再)
- ベルカリウス, 686年–688年
- ピピン2世、ノルデベルト, 688年–695年
- グリモアルド2世, 695年–714年
- テウドアルド, 714年–715年
- ラガンフリド, 715年–718年
- カール・マルテル, 718年–741年
- ピピン3世, 741年–751年

### カロリング朝の準王
- カール（カール大帝の次男）, 790年–811年
- ロタール1世, 817年–831年
- ピピン1世, 831年–838年
- シャルル2世, 838年–856年
- ルイ2世 856年–879年

ルイ2世は、857年11月に起きたエリスポエ暗殺に伴い、ル・マンから追放された。

### カペー朝の辺境侯
統合されたネウストリア辺境侯を治めた者だけが含まれている。ネウストリア辺境侯の称号は、ブルトン人の辺境伯とノース人の辺境伯がどちらも初期に使用したが、そのうちで最も知られているのはロベール4世で、のちのカペー家の先祖にあたる。
- ロベール1世, 911年–922年
- ユーグ大公, 922年–956年
- ユーグ・カペー, 956年–987年

## 史料編集
主たる同時代の年代記は、ネウストリア側からの視点で書かれたリベル・イストリアエ・フランコルム（Liber Historiae Francorum）である。

## その他
2015年公開の日本映画『HERO』には、物語の第2の舞台として「ネウストリア公国」という架空の国家が登場する。ヨーロッパにあるという設定で、公用語はフランス語である。

## 参照
- Charles Oman. The Dark Ages 476–918. Rivingtons: London, 1914.
- Thomas Hodgkin . Italy and her Invaders. Clarendon Press: 1895.